# Acraea nigra
Acraea nigra är en fjärilsart som beskrevs av Heinrich Neustetter 1916. Acraea nigra ingår i släktet Acraea och familjen praktfjärilar. Inga underarter finns listade i Catalogue of Life.